# エミリー・シモン
エミリー・シモン（Emilie Simon, 1978年 - ）は、フランス・モンペリエ出身のエレクトロ・ミュージックの歌手・作曲家。
父親はスタジオ・エンジニア。モンペリエ地方音楽院で7年間学び、ソルボンヌ大学で古典音楽を学んだ後、IRCAMにて電子音響音楽の研究を行う。ジャズとロックを経て、エレクトロ・ミュージックに転向。2003年にリリースしたファースト・アルバム、『エミリー・シモン』でフランスの音楽賞ヴィクトワール・ド・ラ・ミュジクのエレクトロニック・アルバム部門賞を獲得。2006年には全曲を担当したサウンドトラック『皇帝ペンギン』で、初めてセザール賞サウンドトラック部門にノミネートされた。

## ディスコグラフィ
- 『エミリー・シモン』　"Emilie Simon" (2003年)
- 『皇帝ペンギン』 "La Marche de l'Empereur" (2005年)
- 『草木の如く』 "Vegetal" (2006年)
- 『A l'Olympia』 (2007年)
- 『The Big Machine』(2009年)
- 『Franky Knight』 (2011年)